# Jonathan Huberdeau
Jonathan Huberdeau (* 4. Juni 1993 in Saint-Jérôme, Québec) ist ein kanadischer Eishockeyspieler, der seit Juli 2022 bei den Calgary Flames in der National Hockey League (NHL) unter Vertrag steht. Der linke Flügelstürmer war zuvor zehn Jahre bei den Florida Panthers aktiv, die ihn im NHL Entry Draft 2011 an dritter Position ausgewählt hatten. In deren Trikot wurde er im Jahre 2013 mit der Calder Memorial Trophy als bester Rookie der NHL geehrt und hält dort zudem die Franchise-Rekorde für die meisten Torvorlagen und Scorerpunkte.

## Karriere

### Jugend

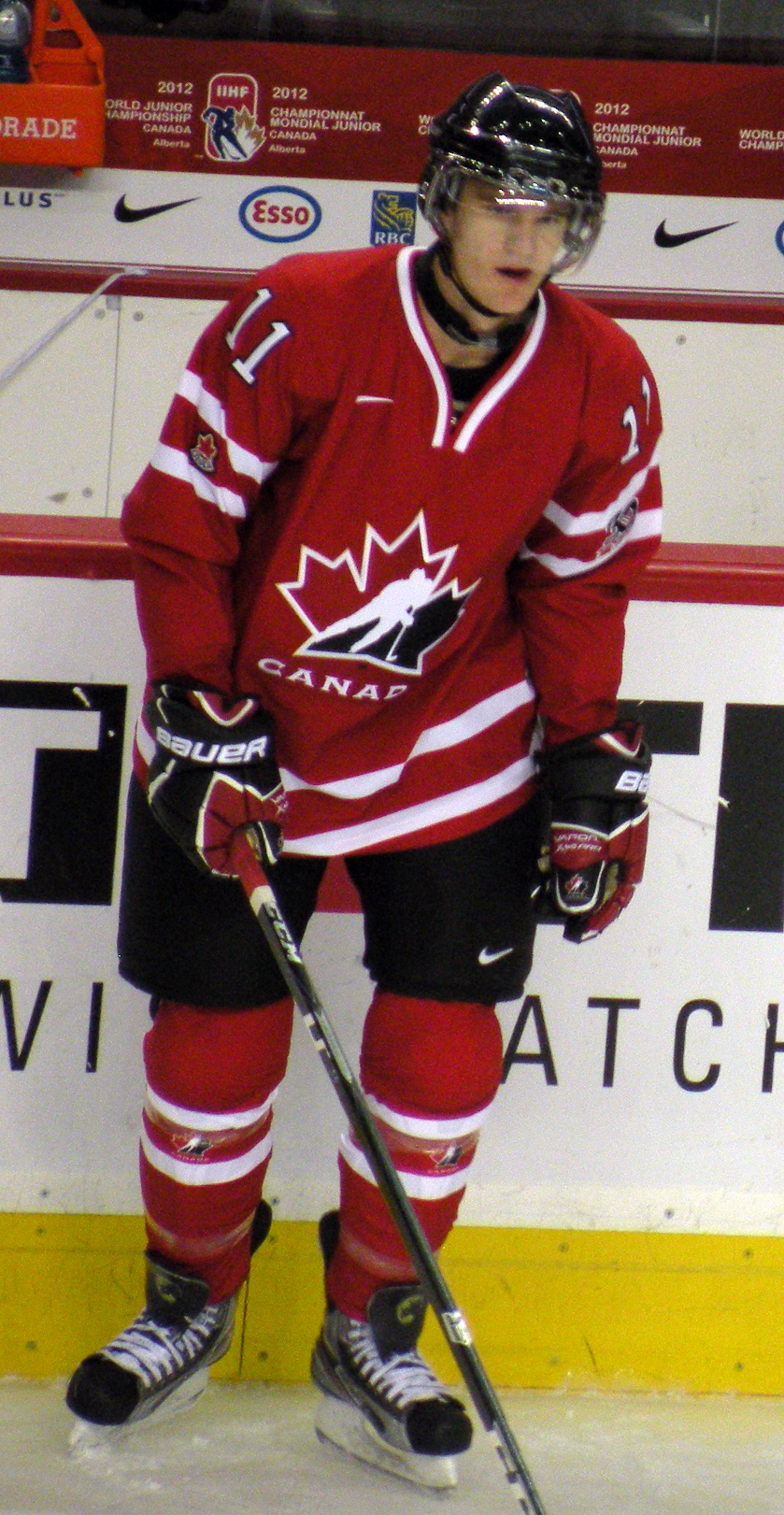
Huberdeau im Trikot der kanadischen Nationalmannschaft

Jonathan Huberdeau spielte für die Vikings de Saint-Eustache in einer Québecer Juniorenliga, bevor er 2009 beim Ligue de hockey junior majeur du Québec Entry Draft in der ersten Runde an 18. Position von den Saint John Sea Dogs gedraftet wurde. In der Saison 2009/10 absolvierte der Stürmer 61 Spiele in der regulären Saison für die Sea Dogs, dabei erzielte der 35 Scorerpunkte. In den anschließenden Play-offs erreichte die Mannschaft das LHJMQ-Finale und unterlag dort Moncton Wildcats in der Best-of-Seven-Serie mit 4:2-Spielen.
In der Spielzeit 2010/11 steigerte Huberdeau seine Punktzahl deutlich. Der Kanadier absolvierte 67 Spiele in der regulären Saison und erzielte dabei 105 Punkte, damit war er drittbester Scorer der gesamten Liga. In den Play-offs erreichten die Sea Dogs erneut das Finale. Dort setzten sie sich gegen die Gatineau Olympiques durch und gewannen den Coupe du Président. Huberdeau wurde im Anschluss mit der Trophée Guy Lafleur als wertvollster Spieler der Play-offs ausgezeichnet. Durch die LHJMQ-Meisterschaft erspielten sich die Saint John Sea Dogs auch eine Teilnahme am Memorial Cup 2011. Bei diesem Turnier setzten sich die Sea Dogs im Finale gegen die Mississauga St. Michael’s Majors aus der Ontario Hockey League durch und gewann ihren ersten Memorial Cup. Jonathan Huberdeau erhielt im Anschluss als wertvollster Spieler die Stafford Smythe Memorial Trophy, außerdem wurde er in das All-Star Team des Wettbewerbs gewählt.
Beim KHL Junior Draft 2011 wurde der Stürmer in der ersten Runde an insgesamt fünfter Position von Witjas Tschechow ausgewählt. Huberdeau zeigte sich von dieser Wahl überrascht und sagte, er werde nicht für das Team spielen. Wenig später wurde er beim NHL Entry Draft 2011 von den Florida Panthers in der ersten Runde an insgesamt dritter Position ausgewählt. Im Oktober 2011 unterzeichnete er einen Einstiegsvertrag über drei Jahre mit den Panthers.
In der Saison 2011/12 spielte Huberdeau aber noch einmal für sein Juniorenteam, für das er allerdings nur in 37 Spielen auf dem Eis stand. Trotzdem konnte der Flügelstürmer 72 Scorerpunkte verzeichnen und hatte mit +53 die beste Plus/Minus-Bilanz der gesamten Liga. In den Play-offs drangen die Sea Dogs erneut bis ins Finale vor und konnten dort mit einem Sweep gegen den Océanic de Rimouski ihren Titel verteidigen. Huberdeau wurde daraufhin in das Second All-Star Team der LHJMQ gewählt und für seine Führungsqualitäten mit dem Trophée Paul Dumont als Persönlichkeit des Jahres ausgezeichnet. Beim Memorial Cup war Huberdeau mit sieben Punkten aus vier Spielen der beste Scorer seines Teams, allerdings scheiterten die Sea Dogs im Halbfinale des Turniers an den Cataractes de Shawinigan.

### NHL
Da sich aufgrund des Lockouts der Beginn der NHL-Saison 2012/13 bis Januar 2013 verzögerte, spielte Huberdeau zunächst noch einmal in Saint John. Nachdem er in der LHJMQ mit 45 Scorerpunkten in 30 Spielen erneut die Statistiken seiner Mannschaft anführte, wurde er zum Saisonauftakt in den NHL-Kader der Florida Panthers berufen. In seinem Debütspiel gegen die Carolina Hurricanes konnte Huberdeau dabei ein Tor erzielen und zwei weitere vorbereiten.
Im September 2016 verlängerten die Panthers den Vertrag des Kanadiers vorzeitig um weitere sechs Jahre, wobei er fortan ein durchschnittliches Jahresgehalt von 5,9 Millionen US-Dollar beziehen soll. Wenig später zog sich der Angreifer jedoch eine Knöchelverletzung zu, aufgrund derer er den Großteil der Spielzeit 2016/17 verpasste. In der Saison 2017/18 stellte er jedoch mit 69 Scorerpunkten seine bisherige Karriere-Bestleistung auf, verpasste mit dem Team allerdings knapp die Playoffs. Gleiches geschah im Folgejahr, als Huberdeau 92 Punkte gelangen und er darüber hinaus mit 62 Torvorlagen einen neuen Franchise-Rekord aufstellte. In der Folgespielzeit 2019/20 überholte er Olli Jokinen mit seiner 232. Torvorlage und seinem 420. Scorerpunkt, sodass er diese beiden Teamrekorde seither ebenfalls innehat. Am Ende der Spielzeit 2020/21, in der ihm 61 Punkte in 55 Partien gelangen, wurde er im NHL Second All-Star Team berücksichtigt.
Weitere Bestleistungen gelangen Huberdeau in der Saison 2021/22, die er mit 115 Scorerpunkten und somit unter den besten zehn Scorern der Liga beendete. Zudem verbesserte er den erst drei Jahre zuvor aufgestellten Franchise-Rekord von Aleksander Barkov, der damals 96 Punkte erreicht hatte. Seine 85 Torvorlagen bedeuteten derweil nicht nur eine erneute Verbesserung des 2018 eigens aufgestellten Franchise-Rekords, sondern auch einen neuen NHL-Rekord für linke Flügelstürmer. Außerdem bestritt er während der Spielzeit seine 655. Partie im Trikot der Panthers, womit er Stephen Weiss (654) überholte und seither auch Rekordspieler seines Teams war. Zudem wurde er am Saisonende abermals ins NHL Second All-Star Team gewählt.
Trotz dieser Leistungen wurde er im Juli 2022 überraschend samt MacKenzie Weegar, Cole Schwindt sowie einem Erstrunden-Wahlrecht im NHL Entry Draft 2025 an die Calgary Flames abgegeben, wofür die Panthers Matthew Tkachuk sowie ein zusätzliches Viertrunden-Wahlrecht im gleichen Draft erhielten. Das Erstrunden-Wahlrecht ist „lottery protected“, verschiebt sich also um ein Jahr nach hinten, falls Florida die Draft-Lotterie gewinnen sollte. Wenig später unterzeichnete der Kanadier einen neuen Achtjahresvertrag bei den Flames, der ihm ein durchschnittliches Jahresgehalt von 10,5 Millionen US-Dollar einbringen soll.

### International
Jonathan Huberdeau vertrat die kanadische Nationalmannschaft erstmals beim Ivan Hlinka Memorial Tournament 2010. Der Stürmer kam in fünf Partien zum Einsatz und erzielte dabei drei Torvorlagen. Die Kanadier gewannen bei diesem Turnier nach einem Finalsieg gegen die US-amerikanische Auswahl die Goldmedaille.

## Erfolge und Auszeichnungen
| - 2011 Teilnahme am CHL Top Prospects Game - 2011 Trophée Guy Lafleur - 2011 Coupe-du-Président-Gewinn mit den Saint John Sea Dogs - 2011 LHJMQ First All-Star Team - 2011 Memorial-Cup-Gewinn mit den Saint John Sea Dogs - 2011 Stafford Smythe Memorial Trophy - 2011 Memorial Cup All-Star Team - 2012 Trophée Paul Dumont - 2012 Coupe-du-Président-Gewinn mit den Saint John Sea Dogs - 2012 LHJMQ Second All-Star-Team | - 2013 NHL-Rookie des Monats Februar - 2013 Calder Memorial Trophy - 2013 NHL All-Rookie Team - 2019 NHL-Spieler des Monats Dezember - 2020 Teilnahme am NHL All-Star Game - 2021 NHL Second All-Star Team - 2022 NHL-Spieler des Monats Januar - 2022 Teilnahme am NHL All-Star Game - 2022 NHL Second All-Star Team |

### International
- 2010 Goldmedaille beim Ivan Hlinka Memorial Tournament
- 2012 Bronzemedaille bei der U20-Junioren-Weltmeisterschaft

## Karrierestatistik
Stand: Ende der Saison 2024/25

### International
Vertrat Kanada bei:
| - World U-17 Hockey Challenge 2010 - Ivan Hlinka Memorial Tournament 2010 - U20-Junioren-Weltmeisterschaft 2012 | - U20-Junioren-Weltmeisterschaft 2013 - Weltmeisterschaft 2014 |

(Legende zur Spielerstatistik: Sp oder GP = absolvierte Spiele; T oder G = erzielte Tore; V oder A = erzielte Assists; Pkt oder Pts = erzielte Scorerpunkte; SM oder PIM = erhaltene Strafminuten; +/− = Plus/Minus-Bilanz; PP = erzielte Überzahltore; SH = erzielte Unterzahltore; GW = erzielte Siegtore; 1 Play-downs/Relegation; Kursiv: Statistik nicht vollständig)